# Kenta Miyake
Pour les articles homonymes, voir Miyake (homonymie).
Kenta Miyake (三宅 健太, Miyake Kenta), né le 23 août 1977 dans la Préfecture d'Okinawa, est un seiyū japonais.

## Rôles

### Anime
- Berserk : Zodd Nosferatu
- Bleach : Aldegor, Charlotte Cuuhlhourne, Shiroganehiko
- Boruto: Naruto Next Generations : Boro
- Captain Tsubasa : Deuter Müller
- Fullmetal Alchemist: Brotherhood : Garfiel, Scar
- Gintama : Koishi, Shachi, Unosuke Harada
- Hayate the Combat Butler : Seishirou Klaus
- JoJo's Bizarre Adventure : Mohammed Abdul (Avdol)
- L'Attaque des Titans : Mike Zacharias
- My Hero Academia : All Might
- Naruto : Akatsuchi, Jiroubou, Tekuno Kanden
- One Piece : Zambai
- Overlord : Cocytus
- Re:Zero kara Hajimeru Isekai Seikatsu : Kadomon Risch
- Saint Seiya : The Lost Canvas : Dōko de la Balance
- Seven Deadly Sins : Twigo
- Sket Dance : Shinzou Takemitsu
- Soul Eater : White☆Star
- Strike the Blood : Rudolf Eustach
- Sword Art Online : Eugene
- The Heroic Legend of Arslan : Kubard
- Wolf's Rain : Tsume
- Baki Hanma : Jack Hanma
- Dragon Ball Daima : Tamagami Numéro 3

### Jeux vidéo
- Resident Evil 3 (2020) : Nikolai Zinoviev
- Final Fantasy VII Remake (2020) : Rochey[1]
- Final Fantasy XV : Gladiolus Amicitia[2]
- League of Legends : Darius (voix japonaise)
- BlazBlue: Central Fiction : Susanoo
- Fire Emblem Heroes : Vigarde, Fargus
- Valorant : Omen
- 999: Nine Hours, Nine Persons, Nine Doors : Seven